# Extermini dels Muzaffàrides (1393)
L'extermini dels muzaffàrides fou un ordre conscient dictada per Tamerlà que va comportar la mort de tots els prínceps d'aquesta dinastia, vell i joves, fins i tot infants, exceptuant els que havien estat cegats.

## Final dels muzaffàrides
Després de la conquesta de Siraz per Tamerlà i la mort de Xah Mansur, Imad al-Din Sultan Ahmad de Kirman i un fill de Shah Shuja (segurament Sultan Shibli) que es dirigien al campament de Timur, van accelerar la marxa i es van presentar. Sultan Abu Ishaq ibn Uways ibn Shah Shuja havia deixat un servent anomenat Gudarz a càrrec del castell de Sirjan, i ell mateix també s'haavia dirigit a veure a Timur. Però aquest va ordenar encadenar a tots aquests prínceps. Sultan Ahmad fins i tot va signar una ordre pel seu fill Sultan Ghiyath al-Din Muhammad, que havia quedat encarregat del govern de Kirman en absència del pare, per entregar les claus de la ciutat a Ideku Barles, el cap dels Barles, designat governador del Kirman per Timur (el que no li va estalviar la sort que Timur va dictar pels prínceps muzaffàrides). L'amir Osman es va cuidar de saquejar els bens de Sultan Ahmad.
Només una setmana després, durant el primer terç de Rajab del 795 de l'hègira (del 13 al 22 de maig de 1393) es va fer un rescripte imperial emès al poble de Mahyar, ordenant la mort de tot el llinatge dels Muzaffàrides, grans i petits, ordre duta a terme sense pietat.Yazdi dona com a data del decret imperial d'empresonament el 14 de maig del 1393 i del d'execució el 30 de maig de 1393.

## Govern de Fars
Fars i l'Iraq Ajamita van ser assignats al príncep Umar Xaikh (abans governador de Fergana on el va succeir el seu fill Iskandar Mirza. Khuzestan formava part del govern de Fars. Com a consellers d'estat es van assignar a Umar Xaikh els amirs Birdi Beg, Sarbugha, Sirek Jaku, Sevinjik Bahadur i Omar Muayid.
El govern de Yadz fou assignat a Temuke Kutxin i el d'Abarkuh a Lalam Kutxin. A Sirjan, on el poder havia passat a Gudarz, el seu naib i servidor; es van enviar forces a prendre el castell; Gudarz pensava resistir ja que Sirjan estava construida en una muntanya i era una posició forta; però les tropes de Timur la van assetjar i la van acabar conquerint (el 1396).
Els prínceps Zain al-Abidin i Shah Shibli, que eren cecs foren enviats a Samarcanda, amb una renda generosa per poder subsistir. Tots els artistes, artesans i savis de Pèrsia foren enviats també a Samarcanda. Al Luristan (Lur-i Buzurg) va confirmar a l'atabeg Pir Ahmad o Muhammad al que va donar la concessió reial segellada com era costum amb la pròpia ma envermellida de Timur. Dos mil famílies que Shah Mansur havia desplaçat a Fars van poder tornar al Luristan amb seu a Idhaj (Malamir).